# حذيفة بن أنس
حذيفة بن أنس بن عامر العمروي الهذلي صحابي. وشاعر وفارس مخضرم من أشداء العرب أدرك الجاهلية والإسلام, ويعتبر سيد بني عمرو بن الحارث من هذيل في عصره. وقاد قومة في حربهم ضد كنانة في عده أيام منه يوم مر الأول ويوم مر الثاني وله خبر عام الفتح. ونظم أشعارا في الفخر والهجاء.

## النسب
- حذيفة بن أنس من ال عامر بن عمرو بن الحارث بن تميم بن سعد بن هذيل بن مدركة بن الياس بن مضر بن نزار بن معد بن عدنان.[3]

ويلقب بأبن الواقعة وهي أمه.

## حربه في الجاهلية
كان حذيفة يقود قومة في حروب عدة معظمها ضد بني الدؤل وبنو ليث بن سعد وبني كلب بن عوف من كنانة وكان يقود كنانة نوفل الدؤلي, وكذلك كان يقود غارات قومه على بني قيس بن عامر من بني جشم من هوازن ونظم فيها العديد من الأشعار ففي حربه ضد بنو قيس بن عامر يقول:
وفي حربه ضد بني بكر من كنانة يقول:
وهو الذي قتل نوفل الدؤلي سيد بني الدؤل من كنانة في حربهم ضد بني عمرو من هذيل وقال في ذلك:
من أشعاره في الفخر:

## أول دم في الإسلام
خرج بنو عمرو بن الحارث من هذيل في حربهم ضد كنانة الى بني عبد بن عدي بن الدؤل بن بكر بن عبد مناة بن كنانة. يريدونهم في منازلهم فتركت بنو عبد بن عدي تلك المنازل ونزلت مكانهم بنو سعد بن ليث من كنانة, فبيتهم بني عمرو وهم يعتقدون انهم بنو عبد بن عدي, فوقعت الحرب وقتلوا منهم ناسا وقتلوا غلاما كان مسترضعا في بني سعد بن ليث وهو أدم بن ربيعة بن الحارث بن عبد المطلب, وهو الذي وضع النبي صلى الله عليه وسلم دمه يوم الفتح. ورووا عن النبي قولة «ذكر ابن حزم وغيره أنه الّذي قال النبيّ صلّى اللَّه عليه وسلم فيه: «وأوّل دم أضعه دم ابن ربيعة بن الحارث»». فقال حذيفة في ذلك: